# Heliophanus acutissimus
Heliophanus acutissimus är en spindelart som beskrevs av Wesolowska 1986. Heliophanus acutissimus ingår i släktet Heliophanus och familjen hoppspindlar. Inga underarter finns listade i Catalogue of Life.